# اولگ کوتوف
اولگ کوتوف (به انگلیسی: Oleg Kotov) فضانورد اهل روسیه است که در ۲۷ اوت ۱۹۶۵ در سیمفروپول زاده شد. وی در مأموریت سایوز تی‌ام‌ای-۱۰، اکسپدییشن ۱۵، سایوز تی‌ام‌ای-۱۷، اکسپدییشن ۲۲، ۲۳ حضور داشته است.